# Seminari de Riupedrós
El Seminari de Riupedrós és una obra del municipi de Vilaller (Alta Ribagorça) protegida com a bé cultural d'interès local.

## Descripció
Es tracta d'un edifici de tres pisos amb la planta en forma de L. A les puntes dels braços de la L, així com a l'angle, hi ha sengles torres amb coberta de pissarra a quatre vessants. Les finestres són rectangular i estan disposades ordenadament creant un ritme de buits i plens. A la part baixa hi ha un sòcol fet amb còdols de riu que representa diferents passatges de l'Evangeli. S'accedeix a l'interior per l'entrada situada més al sud amb les escales que surten del camí.
La planta baixa acull la cuina, el menjador i sala d'estar. A les plantes superiors hi ha els dormitoris dels seminaristes i sacerdots.
Destaca una petita capella en el seu interior.